# Charlotte Groth
Charlotte Groth (* 1990 in Berlin) ist eine deutsche Filmproduzentin und Geschäftsführerin der LAX Entertainment.

## Leben
Charlotte Groth studierte Filmproduktion mit Schwerpunkt Serie an der Filmakademie Ludwigsburg und schloss den Studiengang 2016 mit Diplom ab. Während dieser Zeit entstanden zahlreiche Kurzfilme, die diverse nationale und internationale Kurzfilmpreise und Auszeichnungen erhielten. Nach ihrem Studium begann sie zunächst als Producerin bei der neuen deutschen Filmgesellschaft zu arbeiten und verantwortete in dieser Zeit Produktionen wie Der Schwarm, Einsatz in den Alpen und So weit das Meer.
Im Anschluss an ihre Tätigkeit als Producerin gründete sie gemeinsam mit ihrem Kollegen Maximilian Greil die LAX Entertainment als Tochtergesellschaft der neuen deutschen Filmgesellschaft. 2024 produzierten sie im Auftrag von ZDFneo und in Zusammenarbeit mit der Apollonia Film die Fernsehserie Tschappel, die auf dem 46. Filmfestival Max Ophüls Preis Premiere feiert.

## Filmografie (Auswahl)
- 2017: Alles Klara (Fernsehserie)
- 2017: So weit das Meer (Fernsehfilm)
- 2021: Einsatz in den Alpen – Der Armbrustkiller (Fernsehfilm)
- 2023: Der Schwarm (Fernsehserie)
- 2024: Tschappel (Fernsehserie) als Produzentin

## Auszeichnungen
- 2023: Deutscher Fernsehpreis als Bester Mehrteiler für Der Schwarm[5]